# Francisco Javier Castaños
Francisco Javier Castaños Aragorri Urioste y Olavide (Francisco Xavier de Castegnos), né à Madrid le  22 avril 1758 et mort dans la même ville le 24 septembre 1852, duc de Bailén, est un militaire espagnol.

## Biographie
Issu d'une famille notable de la Biscaye (Castaños) et du Labourd (Aragorri), il est instruit dans l'art de la guerre par le général Alejandro O'Reilly, son beau-frère, qu'il accompagne en Allemagne dans le voyage de ce dernier pour apprendre la stratégie dans l'armée prussienne.

### Début de carrière
En 1794, il sert comme colonel dans le corps d'armée de Navarre sous les ordres du général Caro contre les troupes républicaines françaises. Il est nommé lieutenant-général en 1798, mais, peu après, est banni de Madrid pour son opposition au pacifisme et à la recherche de la « paix à tout prix » suivis par le gouvernement espagnol.

### Guerre d'indépendance espagnole

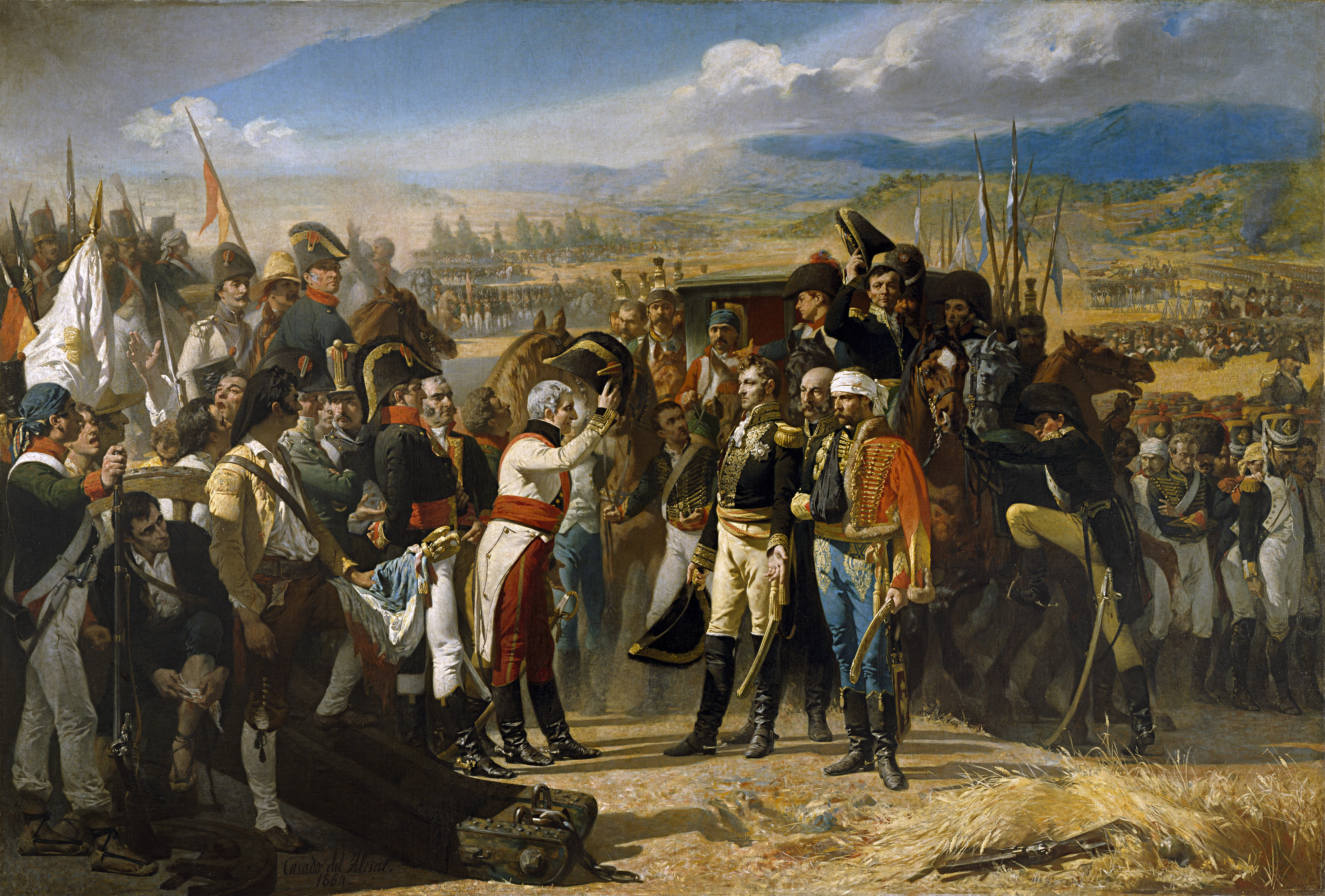
La Reddition de Bailén par José Casado del Alisal - Musée du Prado, Madrid

Il est rappelé lors de l'invasion française et investi du commandement d'un corps d'armée sur les frontières de l'Andalousie, en 1808, que le général Dupont veut conquérir. Avec 9 000 soldats et 3 000 volontaires, il bat le général français et partage cette gloire avec le Suisse Théodore de Reding de Biberegg, son lieutenant. La division française est faite prisonnière, 20 000 hommes sont envoyés sur les pontons de Cadix et dans l'île de Cabrera. Sa victoire lors de la bataille de Bailén, le 19 juillet 1808, et la capitulation des troupes françaises signent le premier échec important des troupes napoléoniennes. 
Il est à son tour battu par le maréchal Jean Lannes à Tudela, au mois de novembre de la même année. Il unit alors ses forces à celles de William Carr Beresford et de Wellington.
En 1811, la Régence le nomme au commandement du 4e corps et gouverneur de plusieurs provinces ; la bataille de Vitoria le 21 juin 1813, dont la victoire est en partie due à sa bravoure, donne une nouvelle preuve de sa capacité. Privé de son commandement par la Régence, il écrit au ministre de la guerre : « J'ai la satisfaction de remettre entre les mains du général Manuel Freire, en vue des frontières de France, le commandement que je pris en 1811, sous les murs de Lisbonne ».

### Après l'Empire
Il est destitué par la Régence par suite de dénonciations, puis réintégré par Ferdinand VII d'Espagne, et nommé capitaine général de Catalogne en 1815 et en 1823, conseiller d'État en 1825, puis président du conseil de Castille la même année. Il reste éloigné de la cour de 1833 à 1843, écarté pour s'être opposé aux modifications apportées dans le droit de succession au trône. Il retourne aux affaires, malgré son grand âge, après la chute de Baldomero Espartero en 1843, remplace Agustín Argüelles comme tuteur de la jeune reine. Entretemps, il avait été fait duc de Bailén et grand d'Espagne par Ferdinand VII.